# 以色列航空402號班機空難
以色列航空402號班機是一架由洛克希德星座型執飛，由倫敦飛往特拉維夫的班機。1955年7月27日，註冊編號為4X-AKC的星座型在執行此班機時誤入保加利亞領空，被保加利亞空軍的兩架米格-15战斗机擊落，墜毀於彼得里奇附近，機上51名乘客和7名機組人員全部死亡。此事件為當時涉及L-049的最嚴重空難，亦拉大了東方集團與西方陣營關係的裂痕。

## 經過
當天，編號為4X-AKC的洛克希德星座型由倫敦飛往維也納，執行每週一班的402號班機。2時53分，該機從維也納國際機場起飛，準備經伊斯坦布爾前往盧德國際機場。航行途中，該機偏離預定航路，但原因尚不明確，以色列和保加利亞對此事的調查結果亦有衝突。其中一個可能的原因是雷雨影響了歸航台信號的接收，但並無證據顯示當時失事區域有雷雨天氣。以航402號班機於FL180高度偏離Amber 10航道，進入保加利亞並且在保加利亞領空飛行200公里，飛越特倫之後被擊落。

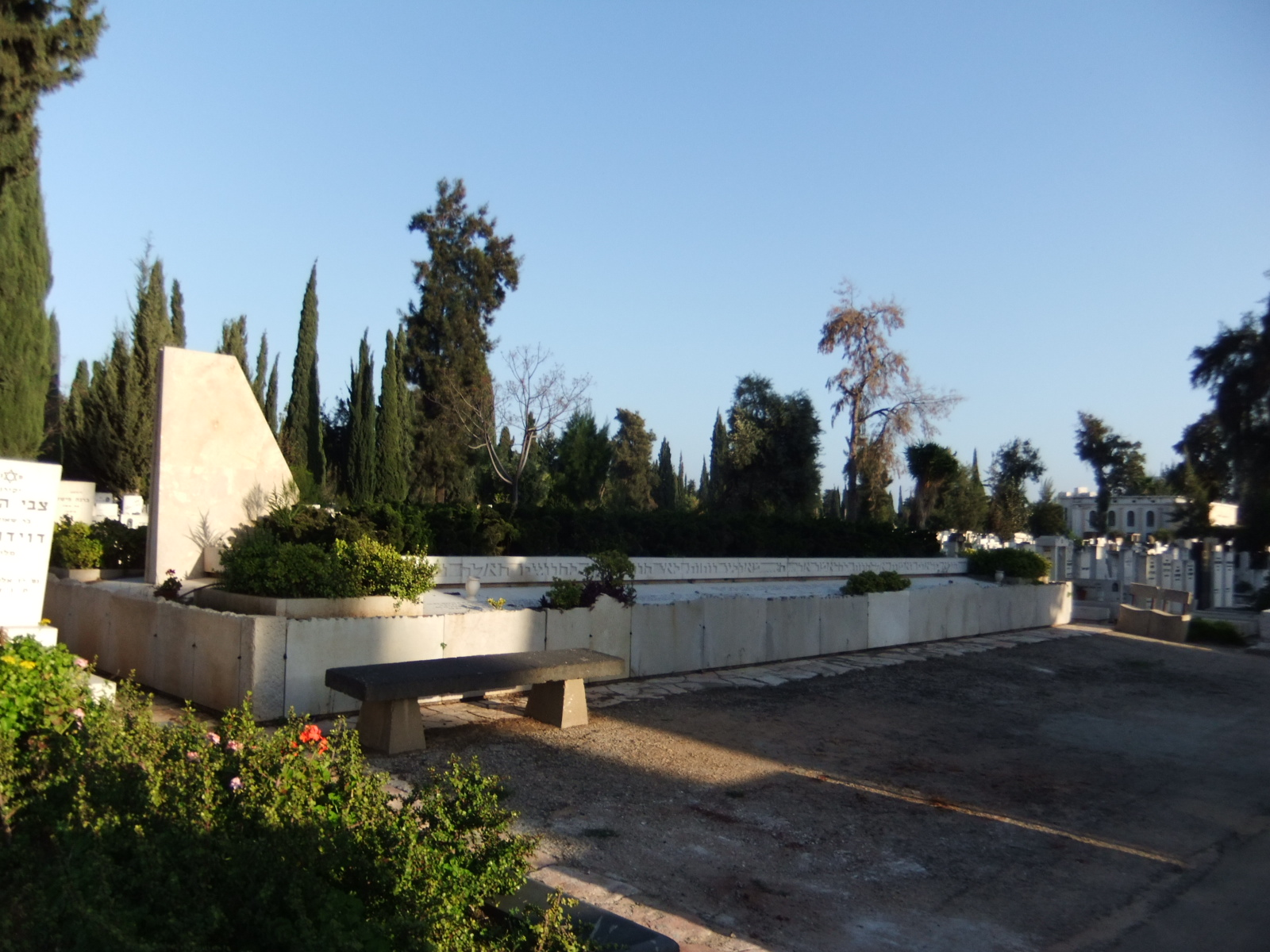
空難遇難者紀念碑

飛機在特倫一帶被保加利亞軍方發現，兩架米格-15戰鬥機隨即起飛，起初向以航客機的機首發射警告信號，而以航客機已經接近保加利亞與希臘的邊境地區，隨即向希臘飛去。其後，保加利亞空軍司令費里奇科·喬治耶夫下令擊落以航客機，不再警告，兩架米格-15隨即向以航客機開火。以航客機急速下降並在2000英尺的高度解體，在彼得里奇墜毀並起火，機上58人全部遇難。

## 調查

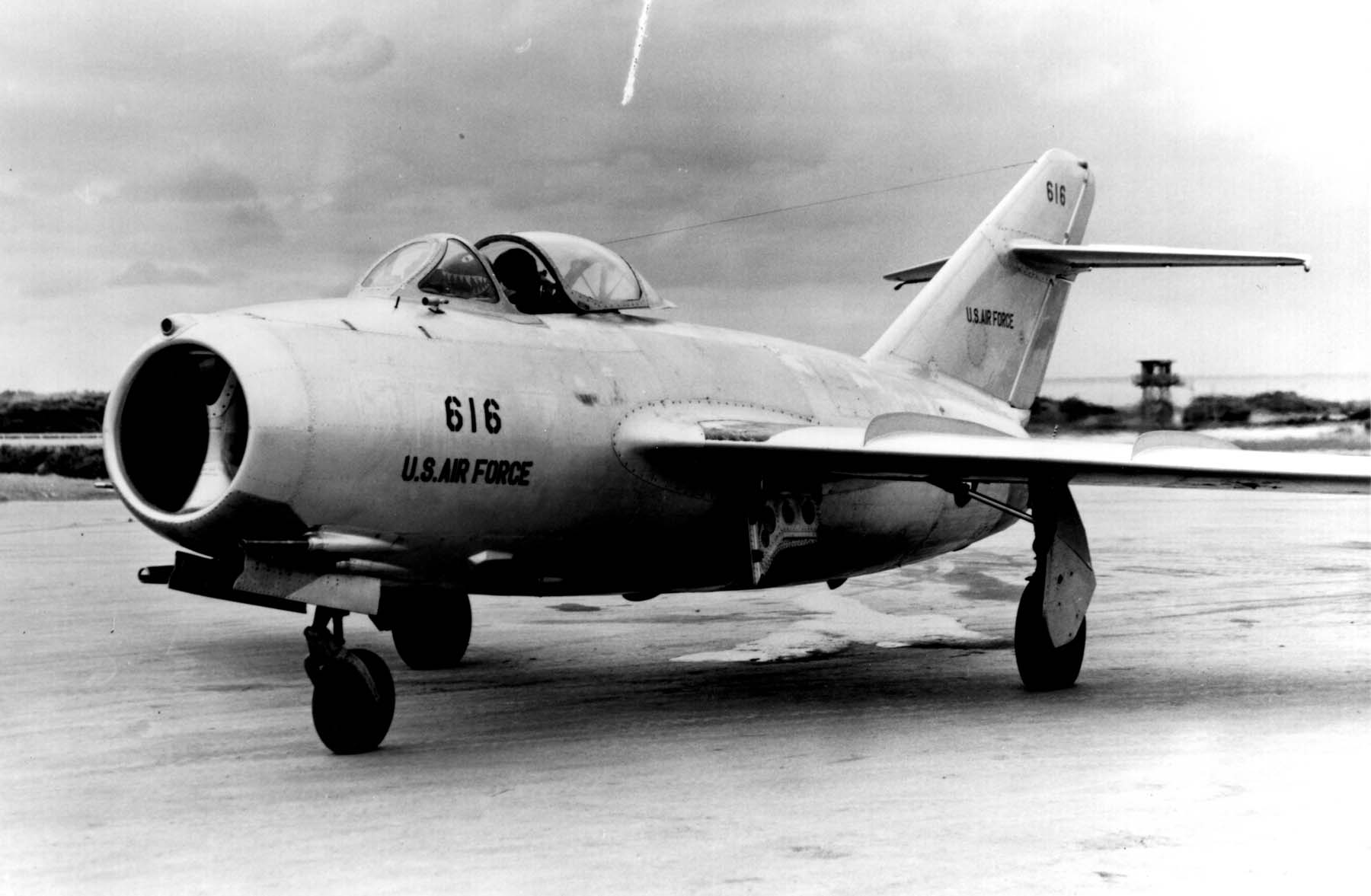
與肇事戰機同型號的米格-15

對此次空難的調查顯示了如下原因：該機被擊中之後機艙失壓，燃油加熱系統起火。右側機翼被擊中後爆炸使飛機空中解體。
事後，Amber 10航路上被要求設置10個甚高频全向信标台，而事發時只有1個。

## 事後
由於此空難發生於冷戰僵局期間，雙方均認為保加利亞此次擊落客機的舉動是嚴重的挑釁行為。擊落以航客機的兩名保加利亞飛行員亦被降級。保加利亞政府最初拒絕就此事承擔責任，譴責以色列航機入侵其領空，但後來亦作出正式道歉並給予遇難者家屬賠償，稱戰機飛行員急於將客機擊落。

## 外部連結
- Ivan Minekov El Al flight 402 memorial sculpture（页面存档备份，存于）
- During the Cold War and Thereafter（页面存档备份，存于）
- Cold War and interceptions over Central Europe
- International Court of Justice rejection of jurisdiction
- 與失事客機同型號的飛機照片（4X-AKA）（页面存档备份，存于）